# Czechowice-Dziedzice
Czechowice-Dziedzice là một thị trấn thuộc hạt Bielsko, tỉnh Silesian, miền nam Ba Lan. Tổng diện tích của thị trấn là 32,98 km². Tính đến năm 2012, dân số của thị trấn là 35.498 người với mật độ 1.100 người/km².
Thị trấn có bốn ga đường sắt và nằm ở giao của hai tuyến đường sắt chính: Tuyến Đông - Tây (Trzebinia - Zebrzydowice) và Tuyến Bắc - Nam (Katowice - Bielsko-Biala).

## Lịch sử
Czechowice xuất phát từ một ngôi làng có tên là Chatowice, được thành lập khoảng năm 1305. Theo các tài liệu còn được lưu trữ đến ngày nay cho thấy đó là một cộng đồng khá phát triển. [4] Vào năm 1290, ngôi làng thuộc về Công tước xứ Teschen, kể từ năm 1327, nó được trao cho Vương quốc Bohemia như một khoản phí của Công tước xứ Teschen. Vào năm 1430, ngôi làng được nhắc đến lần đầu tiên dưới cái tên là Czechowice chứ không phải Chatowice. Dziedzice được thành lập vào năm 1465. Đây là một ngôi làng thời trung cổ khác mà sau đó được sáp nhập với Czechowice.
Sau cuộc cách mạng năm 1848 của Áo, một bộ phận thành phố hiện đại đã được xây dựng tại Silesia. Vào năm 1855, một tuyến đường sắt phía Bắc của Hoàng đế Ferdinand được xây dựng giúp lưu thông với một nhà ga ở Dziedzice. Điều này làm cho Dziedzice và Czechowice trở thành một khu vực phát triển công nghiệp mạnh mẽ, đặc biệt là vào cuối thế kỷ 19.
Theo các cuộc điều tra được tiến hành vào những năm 1880 - 1910, dân số của Czechowice đã tăng từ 2.804 người (năm 1880) lên 7.056 người (năm 1910), với đa số là người nói tiếng Ba Lan bản địa. Về mặt tôn giáo, Công giáo La Mã chiếm 94,1%, Tin lành chiếm 3,3%, Do Thái chiếm 2,5% và 1% tuân theo một đức tin khác. [7] Trong khi đó, dân số của Dziedzice tăng từ 1.011 người (năm 1880) lên 2.436 người (năm 1910), với đa số là người nói tiếng Ba Lan bản địa. Về mặt tôn giáo, Công giáo La Mã chiếm 88,6%, Do Thái chiếm 7,6% và Tin lành chiếm 3,8%. [7]
Sau Chiến tranh thế giới lần thứ nhất, sự sụp đổ của Áo - Hungary, Chiến tranh Tiệp Khắc của Ba Lan vào năm 1920, hai ngôi làng này đã trở thành một phần của Ba Lan. Sau đó, chúng bị Đức Quốc xã thôn tính vào đầu Chiến tranh thế giới lần thứ hai. Sau chiến tranh, chúng được khôi phục lại Ba Lan.
Năm 1951, Dziedzice được sáp nhập với Czechowice, đồng thời được trao quyền thị trấn. [9] Tuy nhiên, tên của thị trấn mới là Czechowice, khiến người dân của Dziedzice thất vọng. Sau khi bị người dân Dziedzice khiếu nại vào năm 1958, thị trấn được đặt tên là Czechowice-Dziedzice. [10]

## Bộ sưu tập

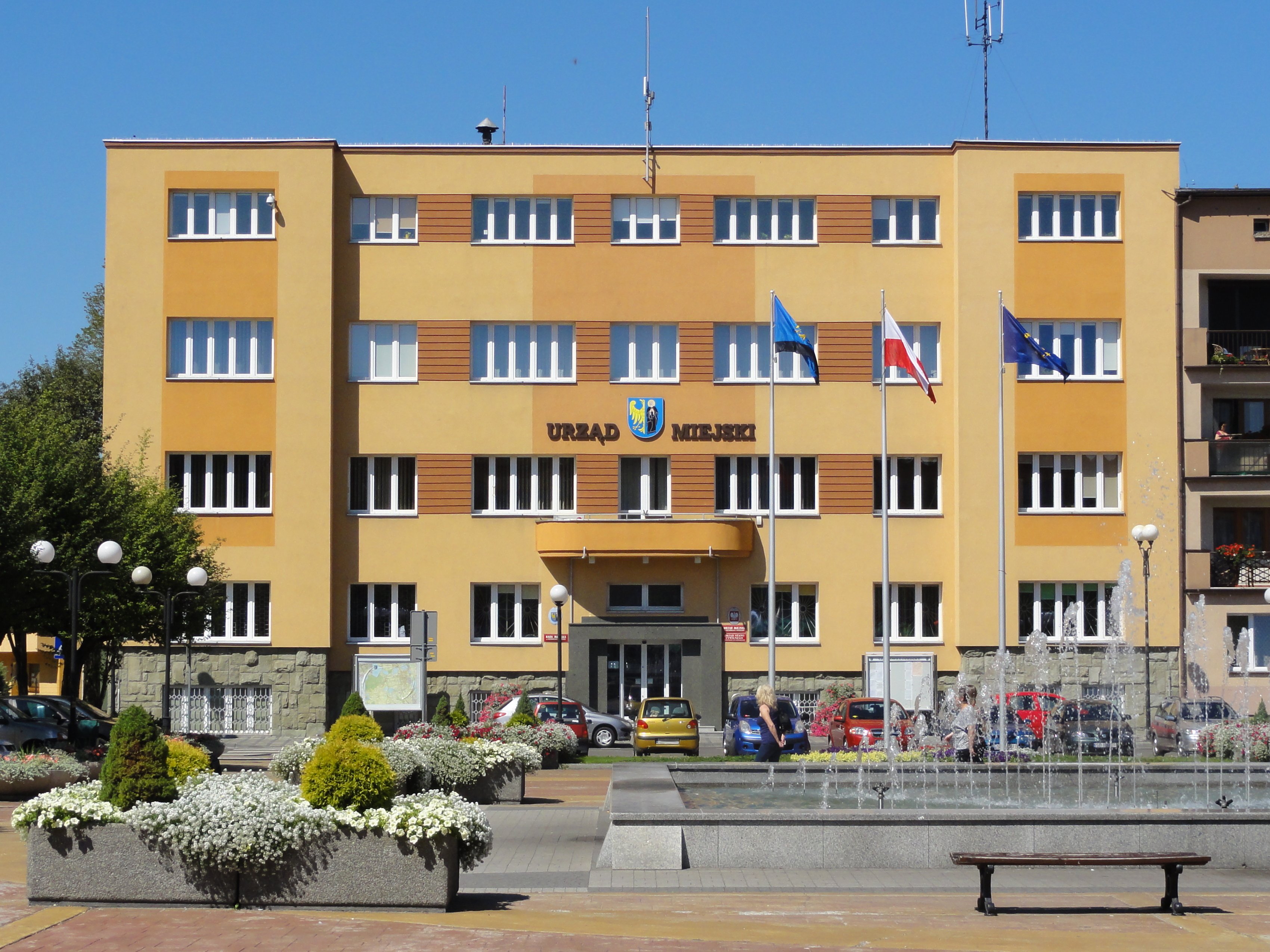
Tòa thị chính
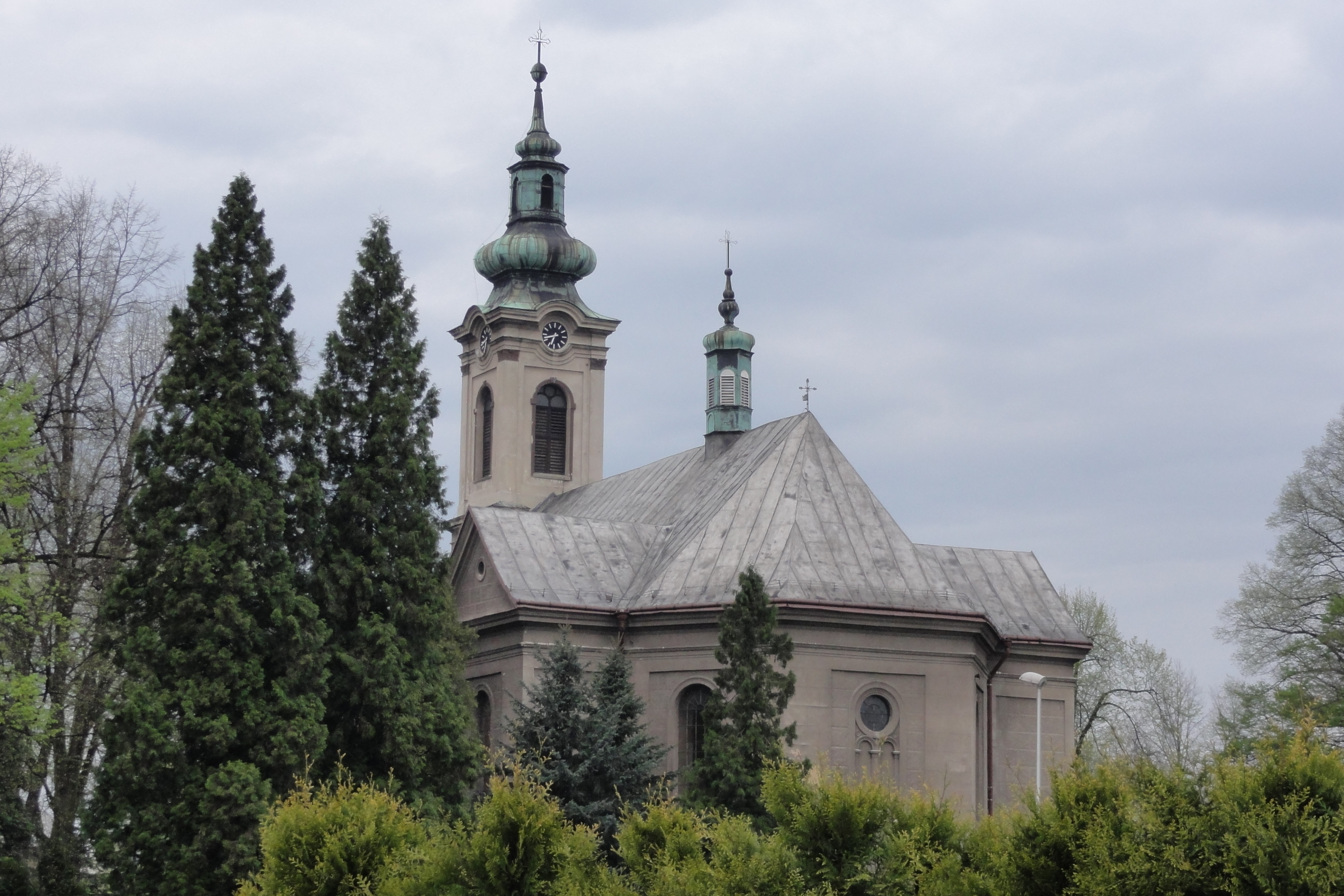
Nhà thờ cổ nhất của Thánh Catherine
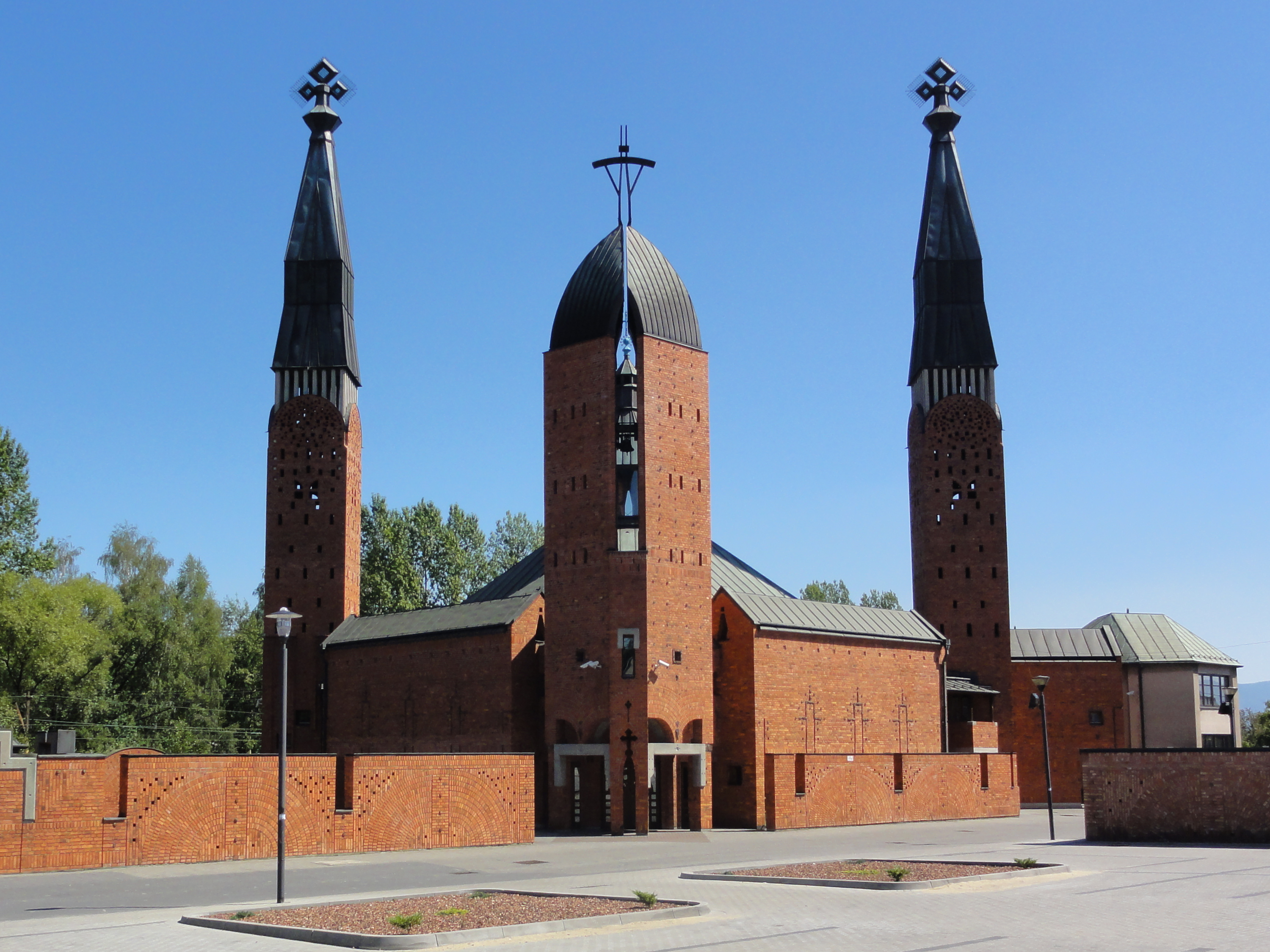
Nhà thờ Chúa Cứu thế
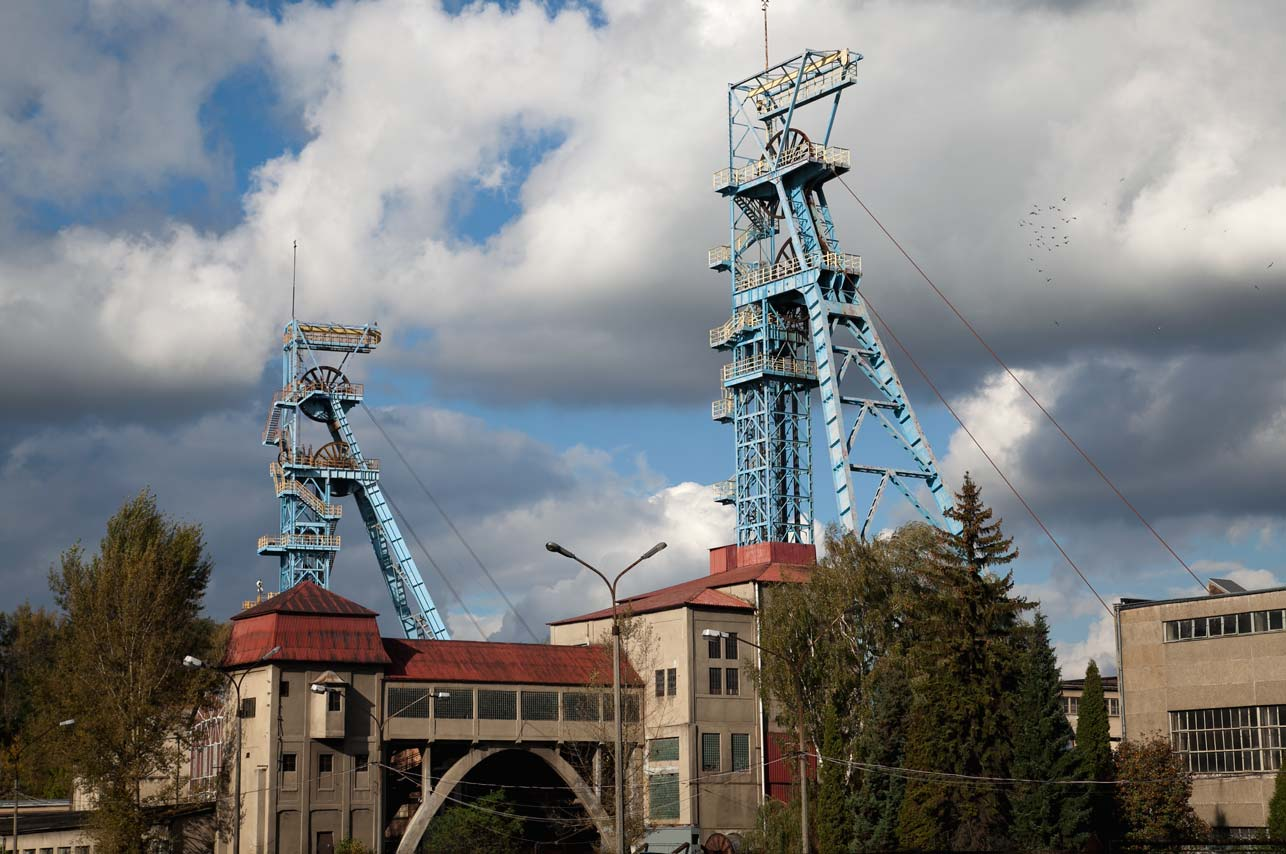
Mỏ than Silesia
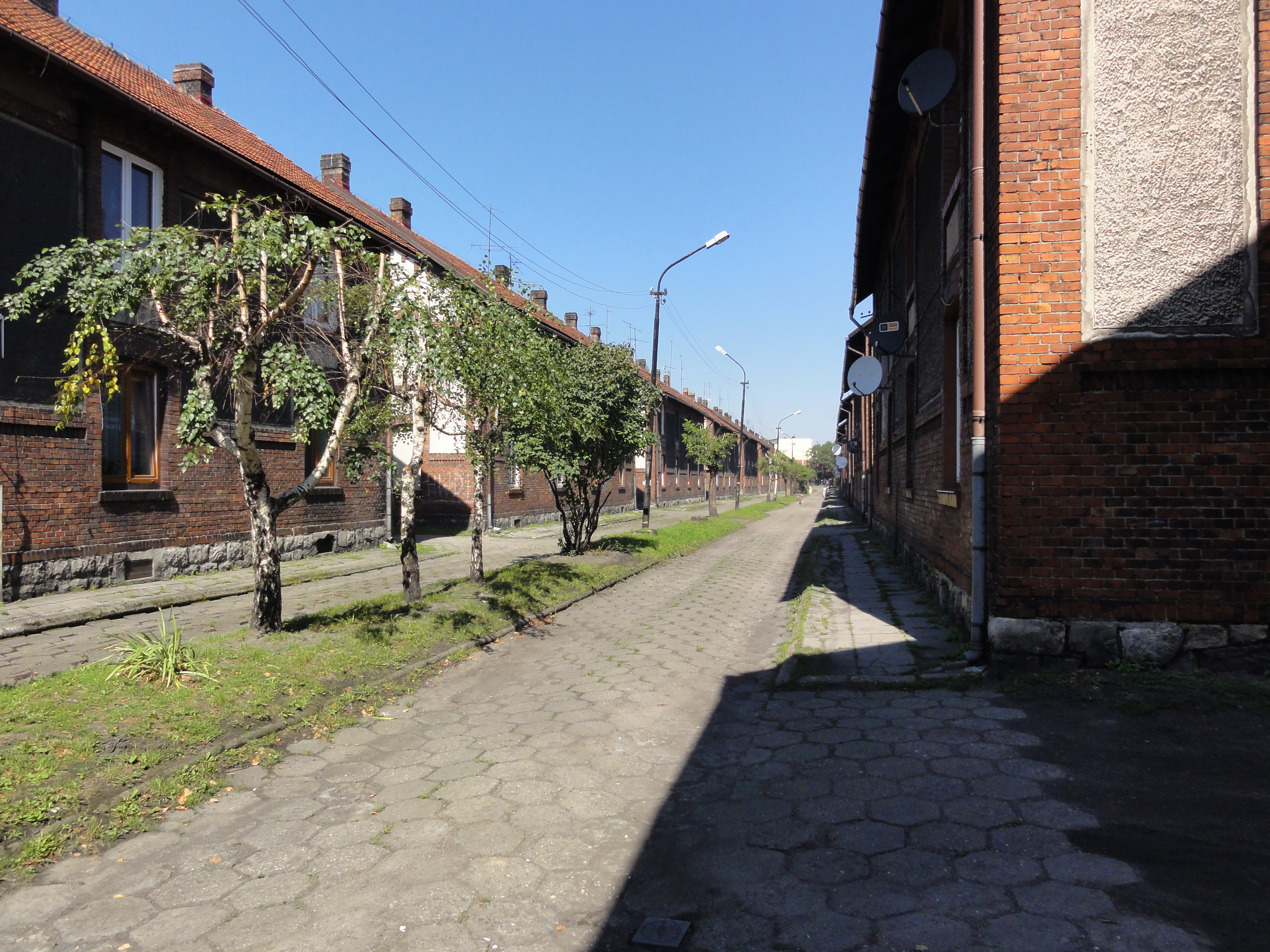
Nhà của công nhân ở Żebracz